# Irving Layton
Irving Layton, geboren als Israel Pincu Lazarovici (Târgu Neamţ, 12 maart 1912 – Montreal, 4 januari 2006) was een uit Roemenië afkomstige joods-Canadese dichter en schrijver. Hij werd in 1981 genomineerd voor de Nobelprijs voor de Literatuur. 
Layton emigreerde met zijn ouders naar Montreal in 1913.
- Bibsys: 90592100
- Bibliothèque nationale de France: cb120297797 (data)
- Catàleg d'autoritats de noms i títols de Catalunya: 981058517005206706
- Digitale Bibliotheek voor de Nederlandse Letteren: layt001
- Gemeinsame Normdatei: 118951505
- International Standard Name Identifier: 0000 0001 0910 2693
- Library of Congress Control Number: n79119057
- MusicBrainz: 13c6d82c-58e9-4599-bda5-2aecea6a9846
- Nationale Bibliotheek van Tsjechië: kup19980000056095
- Nationale Bibliotheek van Israël: 987007264226505171
- Nationale Bibliotheek van Polen: a0000002628410
- Nederlandse Thesaurus van Auteursnamen: 069621187
- SNAC: w6w09bxj
- Système universitaire de documentation: 028467833
- Trove: 901250
- Virtual International Authority File: 66482092
- WorldCat: E39PBJcGrrf8b3fmKBJj4VRMyd